# Priesterseminarie (Lecce)

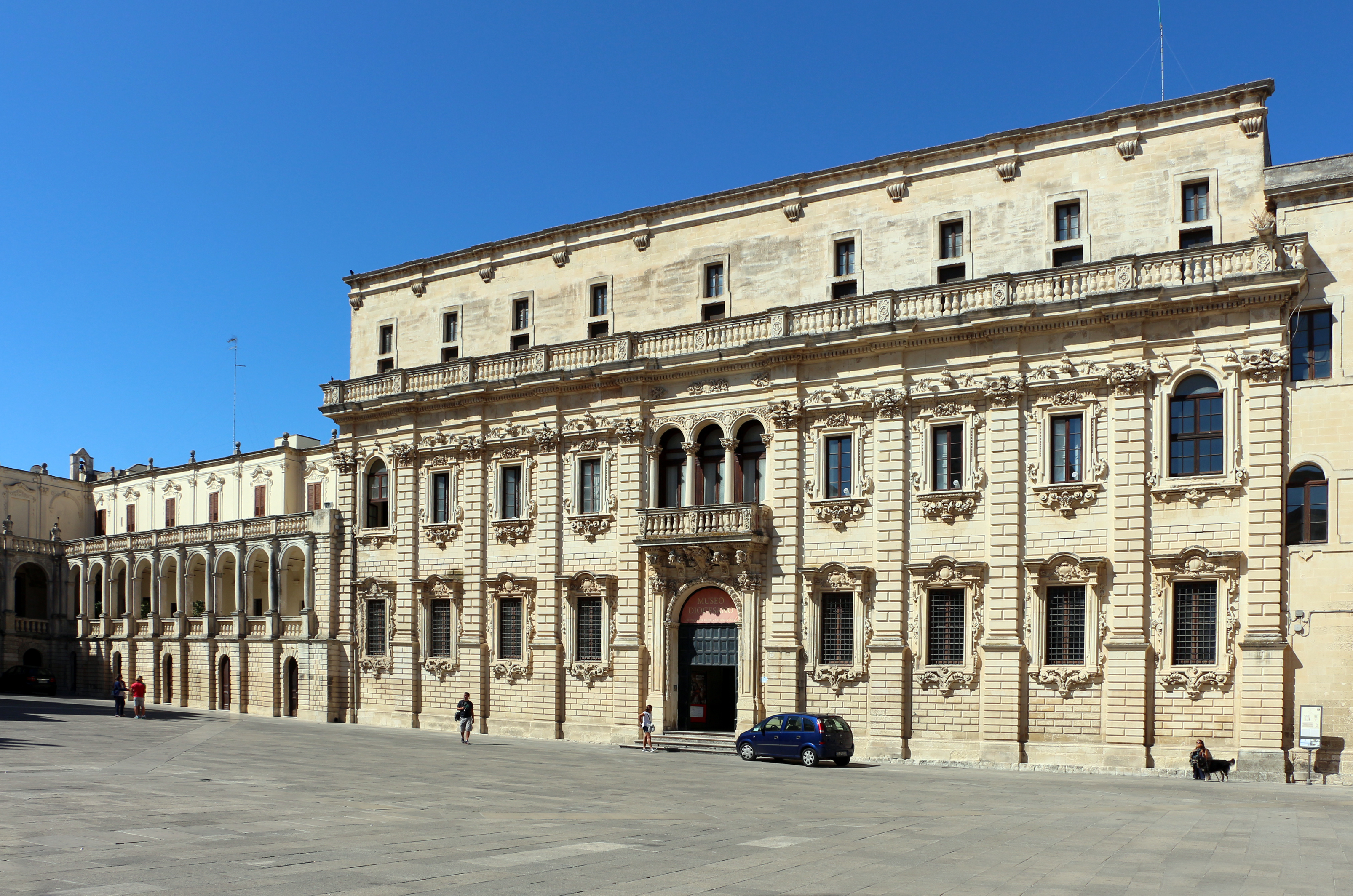
Priesterseminarie, een paleis in Lecce, Italië

Het priesterseminarie (17e eeuw) van Lecce, een stad in de Zuid-Italiaanse regio Apulië, is een paleis van het bisdom Lecce. Sinds 1980 is Lecce een aartsbisdom. Sinds de 20e eeuw huisvest het aartsbisdom er meerdere van haar diensten.

## Historiek
Bisschop Michele Pignatelli (1627-1695) startte de bouw van het priesterseminarie. Hij legde de eerste steen in 1694. Het seminarie staat nabij de kathedraal, aan de Piazza del Duomo. De bouw vond plaats van 1694 tot 1709. Pignatelli stelde Giuseppe Cino (1645-1722) uit Lecce aan; Cino was barokarchitect en beeldhouwer. Cino liet zich inspireren door het paleis der Celestijnen. De stijl van het priesterseminarie is dan ook barok met de typische elementen van de stad Lecce, namelijk de gevelversieringen met vruchten en putti. 
In de inkomhal staan acht borstbeelden van kerkleraren van de Roomse Kerk. Boven de ingang is er een terras met drie bogen afgewerkt; de bogen zijn eveneens versierd. De kapel in het priesterseminarie is toegewijd aan Gregorius de Thaumaturg of Wonderdoener. In de binnenplaats beeldhouwde Gino een boogvormige waterput. Engelen houden kransen met vruchten vast. De waterput wordt Vera Ovale genoemd.
Het bisdom Lecce maakte van de eerste verdieping een museum: het Museo Diocesano d’Arte Sacra. Het stelt religieuze kunstobjecten tentoon zoals sculpturen, zilverwerk en liturgische gewaden. Het gebouw huisvest verder het historisch archief van het bisdom, het Istituto Superiore di Scienze Religiose en de bisschoppelijke bibliotheek of Biblioteca Innocenziana. De bibliotheek bezit verschillende waardevolle manuscripten.